# ۶۸۸ (قمری)
۶۸۸ (قمری)، ششصد و هشتاد و هشتمین سال در گاهشماری هجری قمری است. اول محرم این سال برابر با بیست و نهم ژانویه سال ۱۲۸۹ میلادی است.

## درگذشتگان
- ۸ ذیقعده - فخرالدین عراقی شاعر و عارف فارسی